# George Ackles
George Edward Ackles (Pittsburgh, 4 luglio 1967) è un ex cestista statunitense, professionista in Europa, Cina e Messico.

## Carriera
È stato selezionato dai Miami Heat al secondo giro del Draft NBA 1991 (29ª scelta assoluta).